# Trenchmouth
Trenchmouth est un groupe de punk rock de Chicago.

## Histoire
Le groupe est fondé en 1988 par Damon Locks (chant et percussions), Chris DeZutter (guitare), Wayne Montana (basse), and Fred Armisen (batterie), à la suite d'un autre, The Cleavers, après que Damon Locks et Fred Armisen abandonnent la School of Visual Arts et déménagent de New York à Chicago, car Locks entre à l'École de l'Art Institute of Chicago. Sous la forme d'un quintette avec deux guitaristes, le groupe sort son premier EP, Snakebite, en 1989. Après deux albums studio, Construction of New Action et Inside The Future, ils sortent un troisième LP, Trenchmouth vs The Light of the Sun, chez East West Records, une division d'Elektra Records. Le groupe se sépare après la sortie de son dernier album, The Broadcasting System, en 1996.
Armisen deviendra membre de l'équipe du Saturday Night Live et crée, produit et joue dans la série télévisée Portlandia. Locks forme un groupe, Super ESP, puis s'engage avec Wayne Montana pour former The Eternals.
Dans une session de questions-réponses de 2014, une discussion aussi avec les musiciens David Pajo et David Grubbs, Armisen révèle pourquoi il quitta Trenchmouth : « Simplement le sentiment que d'autres groupes continuaient de nous dépasser », Armisen déclare qu'« il était facile de se convaincre que certains de ces groupes étaient plus pop, et avait un attrait plus large. »

## Discographie
Albums
- Construction of New Action (Skene! Records, 1991)
- Inside The Future (Skene!, 1993)
- Trenchmouth vs. The Light of the Sun (Skene!/EastWest, 1994)
- Volumes, Amplifiers, Equalizers (Runt, 1994)
- The Broadcasting System (Skene!, 1996)

EP
- Kick Your Mind and Make It Move EP (Dead Bird, 1991)

Apparitions sur des compilations
- Achtung Chicago! Zwei compilation (Underdog Records, 1993)
- More Motion: A Collection (Thick Records, 2003)

Singles
- "Snakebite" (1989)